# Römisch-katholische Kirche in Albanien

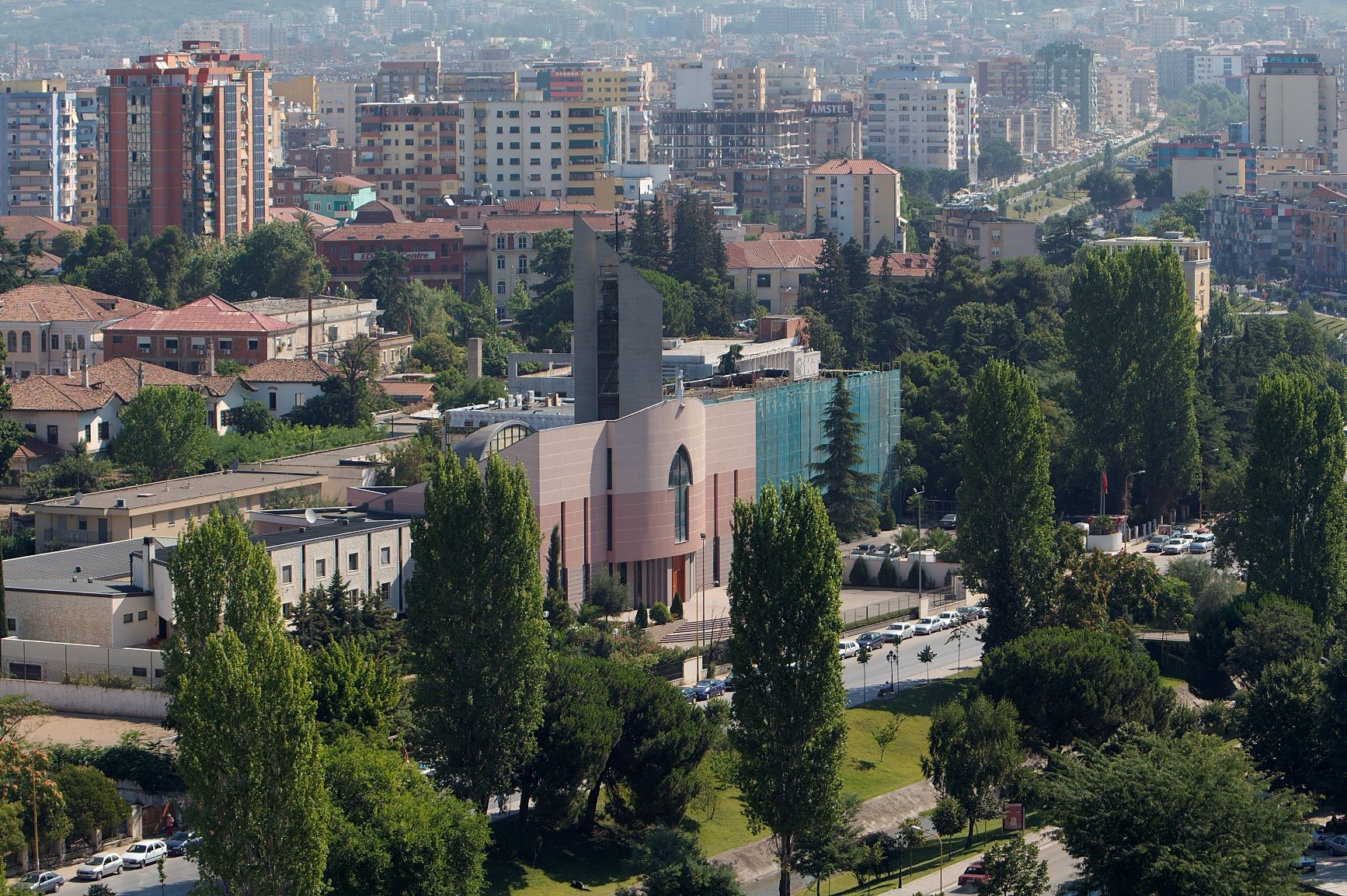
Pauluskathedrale in Tirana

Die Katholische Kirche in Albanien ist eine Diasporakirche mit alter Tradition. Sie besteht aus zwei Kirchenprovinzen mit insgesamt sechs eigenständigen Jurisdiktionsbezirken. Gemäß Volkszählung 2011 gibt es in Albanien 280.921 albanische Katholiken, was 10,03 Prozent der Bevölkerung ausmacht.
Das traditionelle Siedlungsgebiet der Katholiken umfasst den Norden und Nordwesten des Landes. Dazu gehören der Erzbischofssitz Shkodra, die Zadrima-Ebene mit dem Bischofssitz Vau-Deja, die Stadt Lezha und die dünn besiedelten Berggebiete der Mirdita sowie der Malësia e Madhe in den Nordalbanischen Alpen. Durch die nach der politischen Wende von 1990 einsetzende Binnenmigration kamen viele Katholiken nach Mittelalbanien, vor allem in die Hauptstadt Tirana. Dort nimmt ihre Anzahl stetig zu.

## Organisation

Karte der katholischen Bistümer in Albanien
Erzbistum Shkodra-Pult
Bistum Sapa
Bistum Lezha
Erzbistum Tirana-Durrës
Bistum Rrëshen
Apostolische Administratur Südalbanien

Albanien und der Apostolische Stuhl unterhalten diplomatische Beziehungen. Seit  Dezember 2020 ist Erzbischof Luigi Bonazzi Apostolischer Nuntius für Albanien; er hat seinen Sitz in Tirana.
Seit der Wiederzulassung der Religionsgemeinschaften nach dem Fall des Kommunismus 1990 ist Albanien für die katholische Kirche ein Missionsland. Mehr als die Hälfte der im Land tätigen Priester und Ordensleute stammt heute noch (2013) aus dem Ausland. Dasselbe gilt für die Bischöfe. Mit Hilfe aus Rom und von anderen Teilkirchen konnten mittlerweile funktionsfähige Strukturen (Ordinariate, das Pfarrnetz, kirchliche Schulen, ein Priesterseminar usw.) geschaffen werden.
Für die sozialen Aktivitäten wurde bereits 1990 die albanische Caritas gegründet und vom Staat 1993 als NGO offiziell anerkannt. Inzwischen existiert in jedem Bistum ein eigener Diözesanverband.
Bistümer nach Kirchenprovinz
- Erzbistum Shkodra-Pult
  - Bistum Lezha
  - Bistum Sapa
- Erzbistum Tirana-Durrës
  - Bistum Rrëshen
  - Apostolische Administratur Südalbanien (war bis 2003 direkt dem Hl. Stuhl unterstellt)

## Geschichte

### Von der Antike bis zum großen Schisma von 1054
Albanien liegt an der Nahtstelle von katholischer und orthodoxer Christenheit. Dies hat die Kirchengeschichte des Landes entscheidend mitgeprägt.

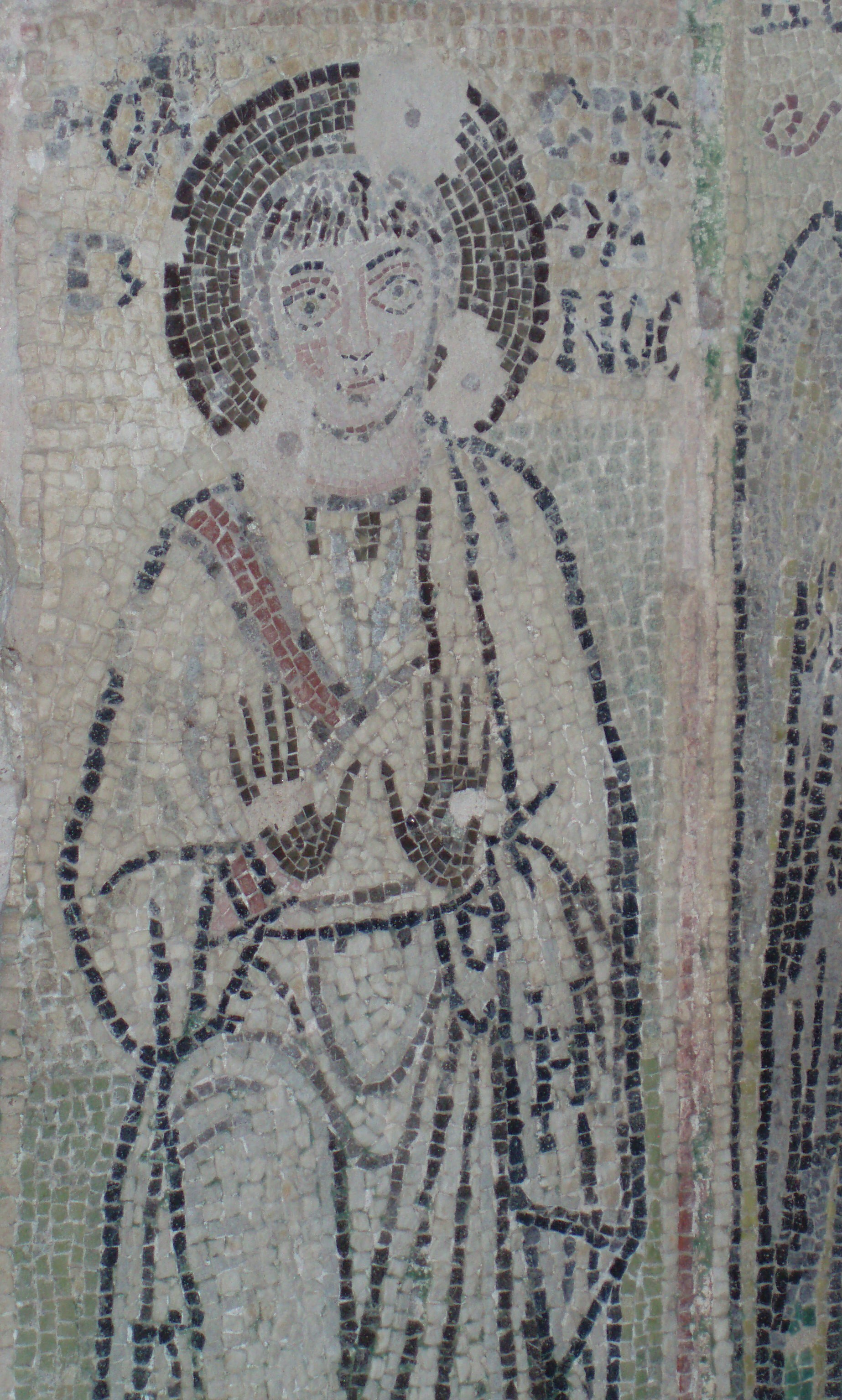
Frühchristliches Mosaik in der Kapelle im Amphitheater von Dyrrachium

Der Tradition nach entstand die erste christliche Gemeinde Illyriens durch die Mission des Apostels Paulus in Dyrrachium. Aber erst für das 4. Jahrhundert gibt es einige sichere Nachrichten über die Ausbreitung des Christentums im Gebiet des heutigen Albanien. In jener Zeit war der christliche Glaube schon römische Staatsreligion. Die staatlichen Provinzen waren mit den Sprengeln der Erzbischöfe weitgehend deckungsgleich. Für das südliche Illyrien waren die Metropoliten von Nikopolis (Epirus vetus), Dyrrachium (Epirus nova) und Scodra (Praevalitana) zuständig. Alle drei unterstanden dem römischen Patriarchat. Politisch gehörten sie seit der Reichsteilung von 395 aber zum Oströmischen Reich. Dadurch kam es um die Herrschaft über die illyrischen Kirchen wiederholt zu Auseinandersetzungen zwischen den oströmischen Kaisern und den Päpsten.
Kaiser Justinian gründete 535 mit Justiniana Prima eine Erzdiözese für die römische Provinz Moesia superior (Obermösien), der er aber auch die Provinz Praevalitana mit dem Bischofssitz in Scodra unterstellte. Die illyrischen Diözesen hielten aber treu zum römischen Patriarchat und der Verlust vieler Balkanprovinzen durch die Slaweneinfälle tat ein Übriges, dass der Streit zwischen Rom und Konstantinopel vorerst unentschieden blieb. Im Jahr 731 aber löste der ikonoklastisch gesinnte Kaiser Leo III. die Metropole Durrës von Rom und unterstellte sie dem Patriarchen von Konstantinopel. Aus dem Norden fehlen für diese Zeit Nachrichten über die kirchliche Situation. Womöglich ist der Bischofssitz Scodra im Zuge der Eroberung durch die heidnischen Slawen untergegangen.
Im Norden des heutigen Albanien entstanden im 9. und 10. Jahrhundert die kleinen Bistümer Sarda, Pult und Sapa. Auch Shkodra hatte in dieser Zeit wieder einen Bischof. Im Jahr 1034 wurden diese Bistümer der vom Papst zur Metropole erhobenen Diözese Bar unterstellt.

### Im Mittelalter
Das große Schisma von 1054 wirkte sich erst allmählich in Albanien aus. Noch längere Zeit wechselten Kirchen und Bistümer die Obödienz je nach der politischen Lage, ohne dass es in ein und derselben Region konkurrierende Hierarchien der Ost- und der Westkirche gab. Im Norden verfestigte sich seit dem 12. Jahrhundert aber der römische Einfluss, wozu die im Bereich der Metropole Bar gegründeten Benediktinerklöster erheblich beitrugen. Die Einheit des Erzbistums Durrës blieb vorerst erhalten, hier blieb der byzantinische Einfluss maßgebend. Die endgültige Trennung mit parallelen Hierarchien erfolgte erst im Laufe des 13. Jahrhunderts. Im Süden blieb die östliche Kirche unangefochten. Nur in Butrint gab es infolge der Zugehörigkeit zum Königreich Neapel und später zur Republik Venedig lateinische Kleriker.
Der Franziskanerorden errichtete 1240 in Lezha sein erstes albanisches Kloster. Im Jahr 1278 gründeten die Dominikaner in Durrës ihr erstes Kloster auf albanischem Boden; 1345 bzw. 1450 ließen sie sich auch in Shkodra und Lezha nieder. Die erste schriftliche Nachricht über die bedeutende Abtei des hl. Alexander (alb. Shën Llezhdër) in Orosh (Mirdita) stammt aus dem Jahr 1319. Wahrscheinlich ist das Benediktinerkloster aber viel älter. In der Mirdita gab es auch ein katholisches Bistum der Arbër. Einzelne Bischöfe sind seit dem 12. Jahrhundert belegt. Arbër ist eine altertümliche Bezeichnung für Albaner. Sie bezeichnete im Mittelalter die Bewohner von Arbanon, einem kleinen Fürstentum, das Ende des 12. Jahrhunderts rings um die Burg von Kruja entstanden war. Vermutlich entstand das katholische Bistum durch Abspaltung von der Diözese Kruja, die sich zur orthodoxen Kirche hielt.
Der Katholizismus überdauerte die kurzlebige Herrschaft des serbischen Zaren Stefan Dušan über den Norden Albaniens (1342–1355) unbeschadet. Als mit dem Tod des Zaren das serbische Reich zerfiel, eroberten Angehörige der Adelsfamilie Ballsha die Macht in der Zeta und Nordalbanien. Die Ballsha traten 1368 von der Orthodoxie zur römisch-katholischen Kirche über. In jene Zeit fällt auch die Gründung des Bistums Lezha.
Im 15. Jahrhundert pflegte der Hl. Stuhl enge Beziehungen mit der albanischen Kirche und dem katholischen Adel. Es verband das gemeinsame Interesse, die muslimischen Türken am weiteren Vordringen auf dem Balkan zu hindern. Kardinal Pal Engjëlli, der Erzbischof von Durrës, bemühte sich auf mehreren diplomatischen Missionen, in Italien militärische und finanzielle Unterstützung für Fürst Skanderbeg zu erlangen. Kulturell waren die albanischen Katholiken jener Zeit ebenfalls stark vom italienischen Vorbild geprägt. Erste Anklänge des Humanismus fanden in Albanien durch die osmanische Eroberung ein jähes Ende. So schuf Marin Barleti seine bedeutenden historiographischen Werke im italienischen Exil.

### Osmanische Vorherrschaft
Nach dem Tod Skanderbegs dauerte es kaum ein Jahrzehnt, bis die Osmanen den katholischen Norden Albaniens erobert hatten. 1479 schloss die Republik Venedig Frieden mit dem Sultan und trat Shkodra und Lezha an das Osmanische Reich ab. 1501 wurde auch der Erzbischofssitz Durrës türkisch. Die meisten katholischen Albaner lebten nun nominell unter muslimischer Herrschaft. Die Türken konnten ihre Herrschaft zunächst nur in den Städten an der Küste wirklich durchsetzen. Die Stammesgebiete Mirdita, Dukagjin und Malësia e Madhe blieben ihnen weitgehend unzugänglich. Dort war der Katholizismus unangefochten von muslimischer Missionierung. In jenen Regionen formierten sich Ende des 15. und in der ersten Hälfte des 16. Jahrhunderts auch mehrere große christliche Aufstände gegen die Osmanen.
Die erfolgreiche Selbstbehauptung im gebirgigen Hinterland war freilich nur die eine Seite der Geschichte des albanischen Katholizismus während der Türkenzeit. Sie war auch gekennzeichnet vom schleichenden Verfall der kirchlichen Institutionen und dem kulturellen Niedergang des katholisch gebliebenen Bevölkerungsteils. Eine der wichtigsten Ursachen dafür war die stete Abwanderung von Katholiken nach Italien und ins venezianische Dalmatien. Nach jedem erfolglosen Aufstand gab es eine besonders starke christliche Auswanderungswelle. Die Venezianer und auch die Könige von Neapel nahmen die kampferprobten Albaner als so genannte Stratioten gern in ihre Dienste. Auch von den jungen Männern, die zum Theologiestudium nach Italien gesandt wurden (in Albanien gab es kein Seminar), kehrten nur wenige zurück. Im Laufe des 16. Jahrhunderts wurde der Mangel an gut ausgebildeten Priestern, die allein die Bildungselite der Katholiken darstellten, immer gravierender. Zur selben Zeit wurden auch die Kontakte zwischen den albanischen Bischöfen zur italienischen Kirche und zum Hl. Stuhl immer schwieriger und seltener. Dies alles führte dazu, dass der albanische Katholizismus kaum von den Reformen des Trienter Konzils und auch sonst kaum vom damaligen europäischen Geistesleben berührt wurde. Als mit Bar 1571 der letzte albanische Bischofssitz von den Türken erobert wurde, verschärfte sich diese Isolation vom Westen noch.
In den Städten, die fest in den Händen der osmanischen Verwaltung waren, setzte die schrittweise Islamisierung bereits zu Beginn des 16. Jahrhunderts ein. Die wichtigsten Kirchen wurden in Moscheen umgewandelt und dienten den zunächst kleinen Gruppen muslimischer Einwanderer (Soldaten, Beamte, Kaufleute und nicht zu vergessen die Timarioten der umliegenden Ländereien) als Gebetsstätten. So wurde zum Beispiel mit den Kathedralen in Shkodra und in Bar verfahren. Ein Teil der alten Eliten (Kaufleute, große Grundbesitzer) trat schnell zum Islam über, um ihre gesellschaftliche Position zu sichern d. h. um nicht in den Status eines Dhimmi (Schutzbefohlener minderen Rechts) gemäß dem islamischen Gesetzbuch (Scharia) zu fallen. Begünstigt wurde die Islamisierung der Städte auch durch die enormen demographischen Verwerfungen, die in den Kriegen des 15. Jahrhunderts ihre Ursache hatte. In Shkodra, Lezha, Durrës oder Bar war nach der türkischen Eroberung nur mehr ein Bruchteil der alteingesessenen christlichen Bevölkerung verblieben. Große Teile der christlichen Bevölkerung wurden als Sklaven in das Osmanische Reich verschleppt. Die Wiederbesiedlung erfolgte vor allem durch Muslime. Gleichwohl gab es während der gesamten Türkenzeit nennenswerte christliche Gemeinden in den Städten.
Anders als für die Stämme im Gebirge, die oft im Kleinkrieg mit den türkischen Autoritäten lagen, höchstens aber einen Tribut an den Sandschak-Bey entrichteten, war es für die Christen in den Städten von großer Bedeutung, welchen Rechtsstatus sie unter den Muslimen hatten. Grundsätzlich wurden Christen zwar als Dhimmi innerhalb der muslimischen Rechtsordnung toleriert, sie mussten jedoch eine Sondersteuer (Dschizya) zahlen. Die Katholiken aber waren vom Millet-System des Osmanischen Reiches, das den Nichtmuslimen beschränkte Autonomie gewährte, ausgeschlossen. Damit hatten die katholischen Albaner kaum legale Möglichkeiten der Selbstorganisation und ihre rechtliche Lage blieb deshalb stets unsicherer als die der Orthodoxen oder der Juden. Nur die Franziskaner genossen unter den Osmanen eine gewisse Anerkennung, weshalb dieser schon seit Jahrhunderten auf dem Balkan tätige Orden in Albanien ebenso wie in Bosnien die wichtigste Stütze des Katholizismus war und einen großen Teil der Seelsorger stellte.
Beginnend mit dem Jahr 1569 schlossen verschiedene christliche Mächte so genannte Kapitulationen mit dem Sultan ab (zuerst Frankreich, später auch die Habsburger). Durch diese Übereinkünfte, die in erster Linie die Handelsbeziehungen betrafen, wurden auch für die Katholiken unter osmanischer Herrschaft einige Verbesserungen erzielt. So durften z. B. katholische Priester aus dem Westen ins Land kommen. Die Kapitulationen wurden vom Sultan einseitig wieder aufgehoben, wenn sich die Beziehungen zur betreffenden christlichen Macht verschlechterten und oft wurden sie von den lokalen muslimischen Autoritäten überhaupt missachtet, so dass die albanischen Katholiken nur begrenzten Nutzen daraus zogen. Immerhin aber konnten dank der Kapitulationen einige für albanische Diözesen ernannte Bischöfe in ihr Bistum kommen.
Gleichwohl war es kaum möglich, eine geordnete Diözesanverwaltung zu unterhalten. Wegen der Restriktionen seitens der osmanischen Verwaltung konnten viele Bischöfe ihr Amt nicht öffentlich ausüben. Auswärtige, die die Päpste zum Oberhirten einer albanischen Diözese ernannt hatten, konnten ihre Bistümer oft nur kurz besuchen oder gelangten gar nicht erst ins Land. Die kleinen Bistümer Sarda, Deja, Ulqin und Arbër sind im 16. oder 17. Jahrhundert untergegangen. Andere Bischofssitze, so die von Lezha und Pult, blieben über Jahrzehnte unbesetzt. Die bischöfliche Residenz der Diözese Lezha war aus der muslimisch dominierten Stadt in ein katholisch gebliebenes Dorf verlegt worden.
Um der geistlichen Not ihrer katholischen Landsleute abzuhelfen und den einfachen Priestern die Arbeit zu erleichtern, schufen einige albanische Kleriker Übersetzungen von damals bekannten geistlichen Werken. Alle diese Geistlichen waren in Italien ausgebildet worden. Ihre Werke sind die frühesten Zeugnisse der albanischen Literatur. Der erste dieser Autoren war der in der Nähe Venedigs wirkende Priester Gjon Buzuku. Zu Zeiten des Konzils von Trient (1542–1563) übersetzte er das römische Missale in seine Muttersprache. Durch die geänderte Politik der Kurie, die muttersprachlichen liturgischen Texten misstrauisch gegenüberstand, und die deshalb überall das Lateinische als alleinige Gottesdienstsprache durchsetzte fand das albanische Messbuch aber keine Verbreitung und verschwand in den Bibliotheken. Heute ist nur mehr ein gedrucktes Exemplar überliefert.
Es dauerte mehr als fünf Jahrzehnte, ehe 1618 Pjetër Budi seine Doktrina e Kërshtenë (dt. Christliche Lehre) in Rom drucken ließ. Das Buch war die Übersetzung des populären Katechismus Christianae doctrinae explicatio von Robert Bellarmin. Budi fügte dem Buch noch 50 Seiten mit religiöser Poesie hinzu, zum Teil waren dies Übersetzungen lateinischer Verse, zum Teil albanische Dichtungen. Frang Bardhi, Bischof von Sapa, schuf das erste lateinisch-albanische Wörterbuch (Originaltitel: Dictionarium latino-epiroticum). Es wurde 1635 gedruckt und sollte albanischen Klerikern beim Lateinstudium helfen.

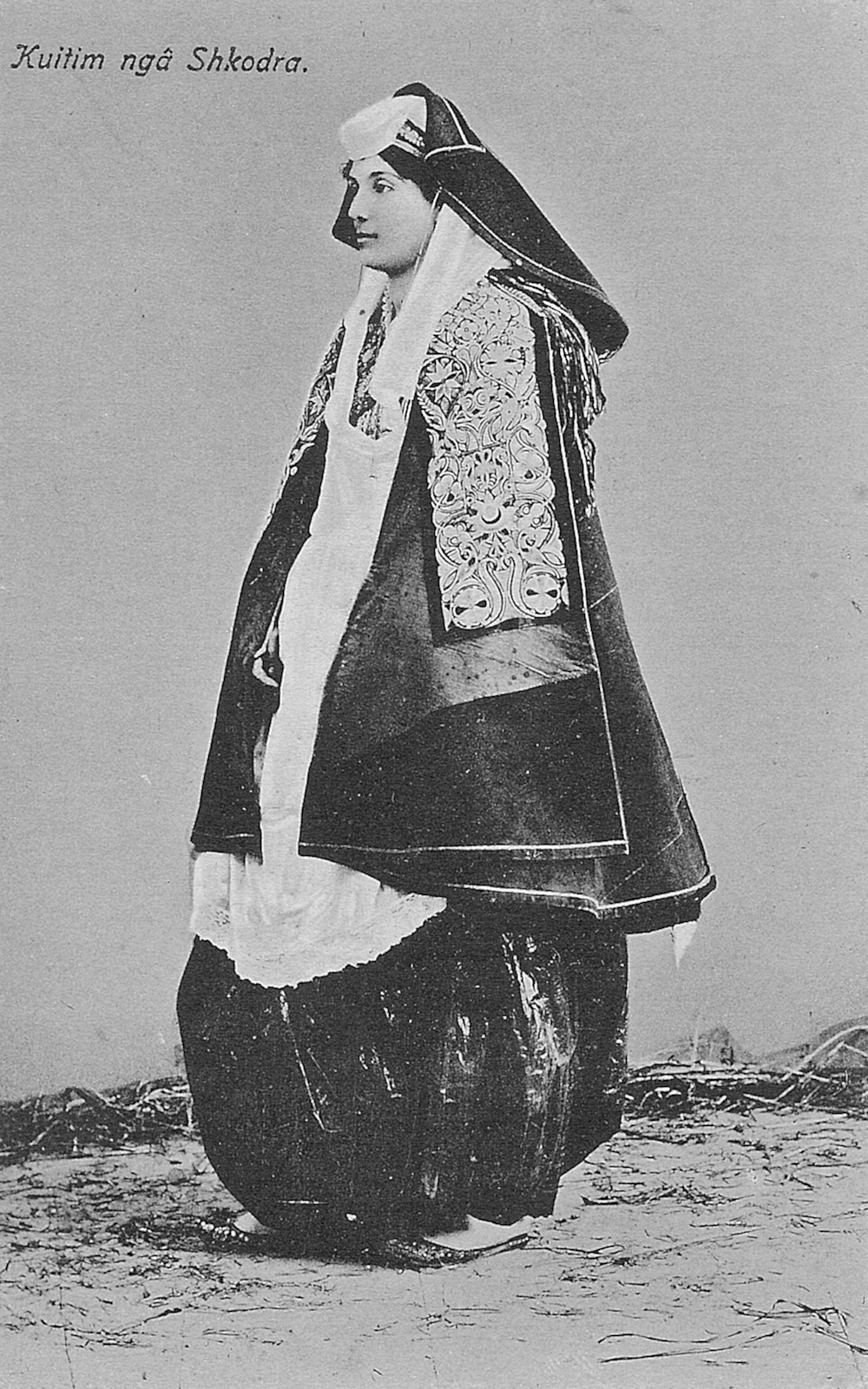
Katholikin aus Shkodra; Fotografie von Kolë Idromeno (1860–1939)

Bardhis Wirken als Autor und als Bischof wurde schon von der 1622 gegründeten päpstlichen Kongregation De Propaganda Fide unterstützt. Die Behörde sollte weltweit die katholische Mission fördern. In Albanien fand sie ein interessantes Betätigungsfeld, denn in der osmanischen Randprovinz gab es ja schon eine katholische Bevölkerungsgruppe, die Unterstützung aus Rom gern annahm und – so waren jedenfalls die strategischen Planungen – zum Ausgangspunkt weitergehender Missionsbemühungen im türkisch-muslimischen Machtbereich werden konnte. Die Propagandakongregation versuchte Missionare ins Land zu bringen, sie sammelte Informationen über die Lage der Christen und die politische Situation in Albanien und sie finanzierte jungen albanischen Männern das Theologiestudium in Italien. Die meisten besuchten das Illyrische Seminar in Loreto bei Ancona, wo auch viele dalmatinische und bosnische Kleriker ausgebildet wurden.
Im Jahr 1703 wurde eine Provinzialsynode der Kirchenprovinz. Bar abgehalten, an der alle albanischen Bischöfe und zahlreiche Geistliche teilnahmen. Sie wird deshalb in der Historiographie auch als albanisches Nationalkonzil bezeichnet. Die Kirchenversammlung fand zu einer Zeit statt, als die Islamisierung der Albaner ihren Höhepunkt erreichte. Die katholischen Kräfte im Land selbst aber auch die römische Kurie verstärkten nun ihre Bemühungen, die albanische Kirche zu konsolidieren. Dabei war man, wie die Visitationsberichte aus der ersten Hälfte des 18. Jahrhunderts ausweisen, recht erfolgreich. Nur ganz vereinzelt traten noch ganze Dörfer zum Islam über, und in den Diözesen Shkodra, Lezha und Sappa wurden neue Pfarreien eingerichtet, um die wachsende katholische Bevölkerung seelsorglich besser betreuen zu können.

### Seit dem 19. Jahrhundert

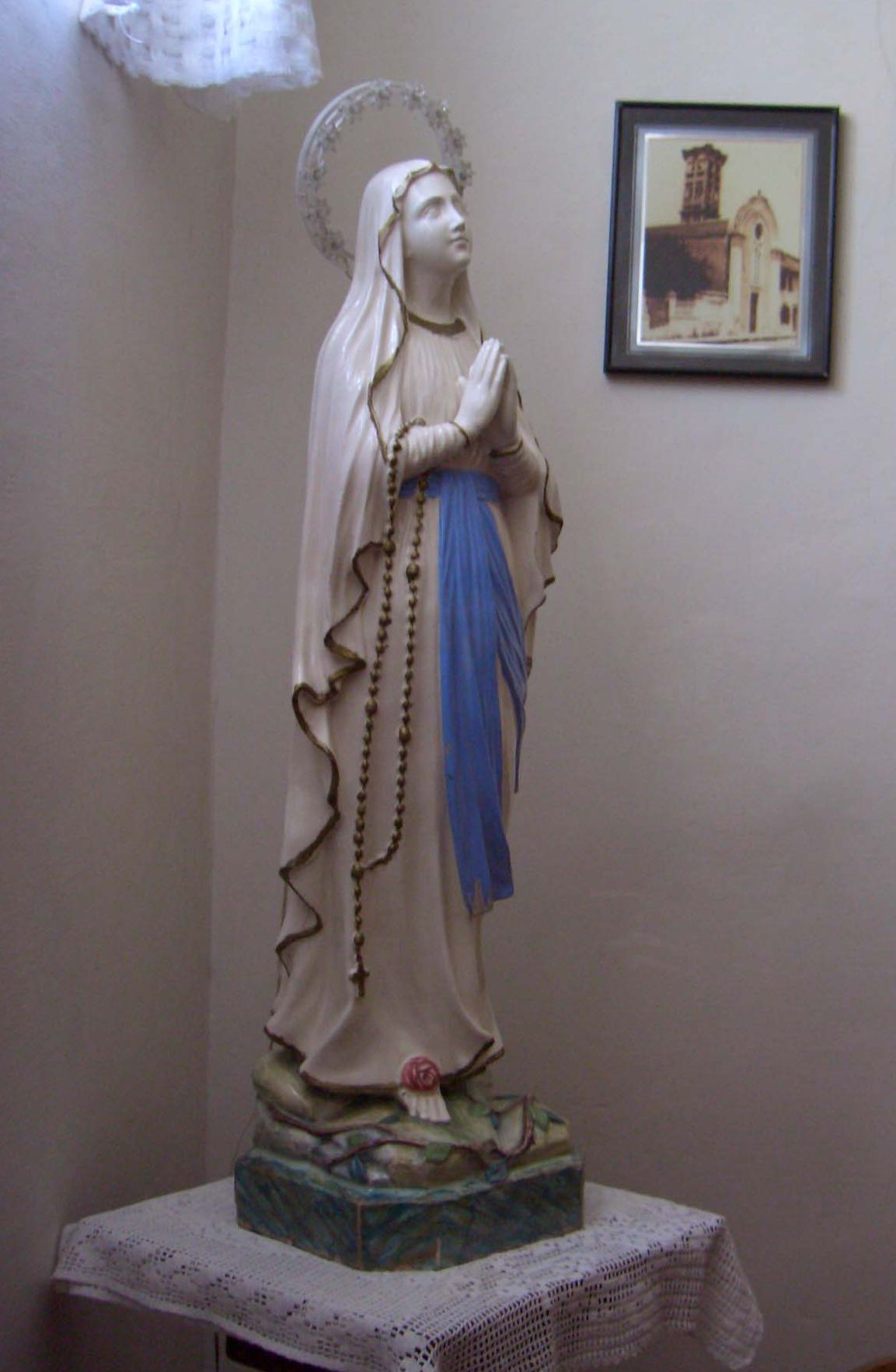
Madonna von Vlora. Im Hohlraum der Statue, die sich in der Wohnung dreier Ordensschwestern befand, wurden während des Religionsverbots die im Geheimen konsekrierten Hostien versteckt. 1991 wurde das Allerheiligste feierlich in den Tabernakel der wiedereröffneten katholischen Kirche von Vlora transferiert, wo auch die Marienfigur aufgestellt ist.

Als im 19. Jahrhundert die Macht des Osmanischen Reiches zusehends verfiel und die europäischen Großmächte mehr und mehr Einfluss auf die Innenpolitik der Hohen Pforte nahmen, verbesserte sich langsam auch die Situation der Katholiken in Albanien. Wie der russische Zar sich als Schutzherr der orthodoxen Christen auf dem Balkan sah, so beanspruchte der Kaiser von Österreich das Protektorat über die Katholiken. Wie zu Zeiten der venezianischen Herrschaft über Dalmatien ließ man albanische Priesteramtskandidaten in den bischöflichen Seminaren in Split und anderswo studieren.
1841 konnten die Jesuiten ihre erste albanische Niederlassung in Shkodra eröffnen.
Das Erzbistum Shkodra wurde 1867 errichtet. Damit entstand eine vornehmlich von Albanern bewohnte Kirchenprovinz. Das Erzbistum Durrës wurde 1922 in Durrës-Tirana umbenannt und die Katholiken begannen eine Präsenz in der schnell wachsenden neuen Landeshauptstadt zu errichten. In und im Elbasan wechselten um 1895, wie schon im 17. Jahrhundert in der Region von Himara, einige Orthodoxe zum Katholizismus, aber unter Beibehaltung des byzantinischen Ritus. Ihre Albanische griechisch-katholische Kirche und die weitere Förderung des Katholizismus in Südalbanien waren Gründe für die Gründung der Apostolische Administratur Südalbanien im Jahr 1939.
In kommunistischer Zeit hatte die katholische Kirche besonders unter der Verfolgung der Religionsgemeinschaften zu leiden, weil man ihren Angehörigen unterstellte, sie seien Agenten des Papstes und damit des westlichen Imperialismus. Die bei der katholischen Kirche üblichen grenzüberschreitenden hierarchischen Strukturen (bis zum Hl. Stuhl in Rom) waren den isolationistischen Kommunisten Albaniens besonders verhasst. Als 1967 das totale Religionsverbot erlassen wurde, steckten die Kommunisten sämtliche Priester und Ordensleute in Gefängnisse und Arbeitslager. Die meisten Geistlichen starben in Haft, nur wenige wurden bereits vor dem Sturz des Regimes freigelassen. Zur Wende im Jahr 1990 hatten kaum zwei Dutzend Priester den albanischen Kommunismus überlebt.
Weil der albanische Katholizismus nach 1945 von der Weltkirche völlig isoliert war, konnten die Reformen des 2. Vatikanischen Konzils nicht rezipiert werden. Daher hängen viele Katholiken an vorkonziliaren Traditionen und Anschauungen, die zu Zeiten des totalen Religionsverbots teilweise in den Familien bewahrt und weitergegeben wurden.
1993 besuchte Papst Johannes Paul II. zum ersten Mal Albanien. 1996 wurden die kirchlichen Strukturen des Landes verändert. Die Bistumsgrenzen wurden neu gezogen und die neue Diözese Rrëshen im Norden errichtet. Wie Lezha und Sapa untersteht sie dem Erzbischof von Shkodra. Es ist fraglich, ob die heutigen Diözesen den modernen pastoralen Erfordernissen entsprechen. Vermutlich wurden die kleinen Diözesen im Norden vor allem aus Respekt vor der Tradition beibehalten. Es fehlt dort sowohl an Geld als auch an qualifizierten Geistlichen und Laien, die funktionierende Diözesanverwaltungen aufbauen könnten. Nach der Vereinigung von Pult mit dem Erzbistum Shkodra, haben sich der Hl. Stuhl und der albanische Episkopat jedoch für den Fortbestand der übrigen kleinen Bistümer entschieden. Ende 2005 ernannte Papst Benedikt XVI. neue Bischöfe für Rrëshen und Sapa. Im September 2014 besuchte Papst Franziskus Tirana.
Im November 2016 ernannte Franziskus Ernest Simoni, einen ehemaligen Franziskaner, zum Kardinal, der Jahrzehnte im Gefängnis gesessen hatte. Achtunddreißig Märtyrer, die als Verfolgte des kommunistischen Regimes starben, wurden ebenfalls im November 2016 seliggesprochen. Zwei Monate zuvor wurde in Rom Mutter Teresa vom Papst heiliggesprochen.

## Wallfahrtsorte
Der bedeutendste Wallfahrtsort der albanischen Katholiken ist eine dem hl. Antonius von Padua (gegisch: Shën Ndo) geweihte Grotte bei Laç. Diese Wallfahrtsstätte wird jedoch nicht nur von Katholiken, sondern auch von Angehörigen der anderen traditionell in Albanien vertretenen Religionen aufgesucht.